# Championnat de France féminin de handball 2014-2015
Navigation
Division 1F 2013-2014 Division 1F 2015-2016
Le Championnat de France féminin de handball 2014-2015 est la 63e édition de cette compétition.
Au terme de la saison, le CJF Fleury Loiret Handball remporte son premier titre de champion de France : premier à l'issue de la saison régulière, Fleury remporte les play-offs en s'imposant en finale face à l'Issy Paris Hand, également deuxième lors de la saison régulière. Quant au Metz Handball, double tenant du titre, il doit se contenter de la troisième place. En bas du classement, Le Havre AC Handball est relégué en Division 2 après 13 saisons en Division 1.

## Compétition
Le championnat féminin de première division est ouvert :
- aux clubs qualifiés de la saison précédente (qui ont terminé de la première à la neuvième place)
- au champion de France de deuxième division (D2F)

Les clubs ne sont autorisés à y participer qu'après acceptation par la Commission Nationale de Contrôle de Gestion (CNCG), qui vérifie le respect du cahier des charges de la LFH. Si le promu de D2F ne remplit pas les conditions de la LFH, il peut y avoir repêchage du club classé dernier lors de la saison précédente, si la CNCG l'y autorise.
Le championnat se décompose en deux parties: une phase régulière (appelée aussi saison régulière) suivie d'une phase finale de play-offs et play-downs.
Phase régulière
Chaque équipe dispute neuf matchs allers-retours. Au terme des dix-huit rencontres, on détermine un classement où le premier se voit qualifié pour la Coupe de l'EHF. On procède ensuite à la phase suivante.
Phase finale (play-offs et play-downs)
Les deux premiers de la saison régulière sont directement qualifiés pour les demi-finales, alors que les quatre équipes suivantes disputeront des « quarts de finale », la 3e face à la 6e et la 4e contre la 5e. Suivent les demi-finales et la finale.
Les équipes de la septième à la dernière place de la phase régulière constitue une nouvelle poule avec une répartition de points dépendant de leur place (le 7e commence avec 4 points, le 8e avec 3 points, le 9e avec 2 points et le dernier avec 0 point). Chaque équipe dispute trois matchs allers-retours.
À l'issue de la phase finale, le classement définitif est établi. Le vainqueur est honoré du titre de Champion de France de première division et obtient une place d'office en Ligue des champions tandis que le dernier club est relégué en Division 2.

## Clubs participants
| \| Issy Metz Toulon Mios Le Havre Nîmes Fleury Nantes Dijon Nice \| Localisation des clubs engagés dans le championnat. En rouge, le champion. |
| Issy Metz Toulon Mios Le Havre Nîmes Fleury Nantes Dijon Nice                                                                                  |

Légende des couleurs
- Champion de France et qualifié pour la Ligue des champions
- Qualifié pour la Coupe de l'EHF
- Qualifié pour la Coupe des vainqueurs de coupe
- Qualifié pour la Coupe Challenge
- Promu de deuxième division

| Club                             | 2013-2014 | Entraîneur          | Entraîneur | Salles                                                 | Capacité  |
| -------------------------------- | --------- | ------------------- | ---------- | ------------------------------------------------------ | --------- |
| Metz Handball                    | 1er       | Jérémy Roussel      |            | Palais omnisports Les Arènes                           | 5000      |
| Issy Paris Hand                  | 2e        | Pablo Morel         |            | Salle Robert Charpentier Stade Pierre-de-Coubertin     | 1500 4016 |
| Le Havre AC Handball             | 3e        | Sandor Rac          |            | Docks Océane                                           | 3600      |
| CJF Fleury Loiret                | 4e        | Frédéric Bougeant   |            | Gymnase Albert Auger Palais des sports d'Orléans       | 650 2650  |
| Mios-Biganos-Bègles              | 5e        | Emmanuel Mayonnade  |            | Salle Duhourquet Salle Jean Dauguet                    | 800 2300  |
| Toulon Saint-Cyr HB              | 6e        | Thierry Vincent     |            | Gymnase de Vert Coteau Palais des sports Jauréguiberry | 600 4350  |
| Nantes Loire Atlantique Handball | 7e        | Jan Bašný           |            | Palais des sports de Beaulieu                          | 5000      |
| HBC Nîmes                        | 8e        | Christophe Chagnard |            | Le Parnasse                                            | 4191      |
| OGC Nice Handball                | 9e        | Sébastien Gardillou |            | Halle des sports Charles-Ehrmann                       | 1500      |
| Cercle Dijon Bourgogne           | 1er D2    | Christophe Maréchal |            | Palais des sports Jean-Michel-Geoffroy                 | 4000      |

## Transferts
Le tableau ci-dessous regroupe les transferts ayant eu lieu lors de l'intersaison. L'intégration des joueuses d'une équipe réserve vers son équipe première n'est pas mentionnée.

## Saison régulière
La répartition des points se fait de la façon suivante :
- match gagné : 3 points
- match nul : 2 points
- match perdu : 1 point
- match perdu par forfait ou pénalité : 0 point (et score 0-20)

Si plusieurs clubs sont à égalité de points à la fin d'une journée, on les départage dans l'ordre:
1. par la différence de buts particulière, c'est-à-dire par le nombre de points lors des matchs qui ont opposé les équipes à égalité entre elles
2. par la différence entre les buts marqués et les buts encaissés lors des matchs qui ont opposé les équipes restant à égalité
3. par le plus grand nombre de buts marqués à l’extérieur dans les rencontres entre les équipes restant à égalité
4. par la plus grande différence de buts sur l’ensemble des rencontres
5. par le plus grand nombre de buts marqués sur l’ensemble des rencontres

Il existe une ultime façon de départager des clubs toujours à égalité de points malgré les cinq méthodes précédentes, cependant elle n'a plus rien à voir avec les résultats des matchs.
En effet, l'ordre sera donné par « le plus grand nombre de licenciés(es) compétitifs(ives) à la date de l’assemblée générale fédérale, masculins ou féminins dans la catégorie d’âge concernée. »

### Classement de la saison régulière
Mis à jour le 05/03/2015
|    | Équipe                           | Pts | J  | G  | N | P  | Bp  | Bc  | Diff |
| -- | -------------------------------- | --- | -- | -- | - | -- | --- | --- | ---- |
| 1  | CJF Fleury Loiret (L)            | 48  | 18 | 14 | 2 | 2  | 502 | 455 | 47   |
| 2  | Issy Paris Hand                  | 45  | 18 | 13 | 1 | 4  | 500 | 460 | 40   |
| 3  | Metz Handball (T)                | 44  | 18 | 12 | 2 | 4  | 534 | 452 | 82   |
| 4  | HBC Nîmes                        | 39  | 18 | 10 | 1 | 7  | 479 | 488 | -9   |
| 5  | Nantes Loire Atlantique Handball | 34  | 18 | 7  | 2 | 9  | 508 | 509 | -1   |
| 6  | OGC Nice Handball                | 34  | 18 | 7  | 2 | 9  | 476 | 460 | 16   |
| 7  | Toulon Saint-Cyr HB              | 32  | 18 | 6  | 2 | 10 | 444 | 458 | -14  |
| 8  | Le Havre AC Handball             | 31  | 18 | 5  | 3 | 10 | 443 | 475 | -32  |
| 9  | Cercle Dijon Bourgogne (P)       | 28  | 18 | 4  | 2 | 12 | 437 | 485 | -48  |
| 10 | Mios-Biganos-Bègles              | 25  | 18 | 3  | 1 | 14 | 446 | 528 | -82  |

|     | Qualification directe pour les demi-finales |
|     | Qualification en playoffs                   |
|     | Playdowns                                   |
| (T) | Tenant du titre 2014                        |
| (P) | Promu 2014                                  |
| (F) | Vainqueur de la Coupe de France 2014-2015   |
| (L) | Vainqueur de la Coupe de la Ligue 2014-2015 |

- Leader du classement

| NIC | FLE | FLE | FLE | FLE | FLE | FLE | FLE | FLE | FLE | FLE | FLE | FLE | FLE | FLE | FLE | FLE | FLE |  |  |  |  |  |  |  |  |
|     |     |     |     |     |     |     |     |     |     |     |     |     |     |     |     |     |     |  |  |  |  |  |  |  |  |
| 01  | 02  | 03  | 04  | 05  | 06  | 07  | 08  | 09  | 10  | 11  | 12  | 13  | 14  | 15  | 16  | 17  | 18  |  |  |  |  |  |  |  |  |

| Clubs \ Journées    | 1  | 2  | 3  | 4  | 5  | 6  | 7  | 8  | 9  | 10 | 11 | 12 | 13 | 14 | 15 | 16 | 17 | 18 | Journées en tête |
| ------------------- | -- | -- | -- | -- | -- | -- | -- | -- | -- | -- | -- | -- | -- | -- | -- | -- | -- | -- | ---------------- |
| Dijon               | 10 | 9  | 8  | 6  | 6  | 8  | 6  | 7  | 9  | 9  | 10 | 10 | 9  | 9  | 9  | 9  | 9  | 9  |                  |
| Fleury              | 3  | 1  | 1  | 1  | 1  | 1  | 1  | 1  | 1  | 1  | 1  | 1  | 1  | 1  | 1  | 1  | 1  | 1  | 17               |
| Le Havre            | 5  | 3  | 3  | 5  | 5  | 5  | 5  | 6  | 8  | 10 | 7  | 6  | 8  | 7  | 7  | 8  | 8  | 8  |                  |
| Issy Paris          | 9  | 5  | 5  | 4  | 4  | 4  | 2  | 3  | 3  | 2  | 2  | 2  | 2  | 2  | 2  | 2  | 2  | 2  |                  |
| Metz                | 2  | 4  | 4  | 3  | 3  | 2  | 4  | 2  | 2  | 3  | 3  | 3  | 4  | 3  | 3  | 3  | 3  | 3  |                  |
| Mios-Biganos-Bègles | 8  | 10 | 10 | 10 | 8  | 6  | 7  | 8  | 5  | 8  | 9  | 9  | 10 | 10 | 10 | 10 | 10 | 10 |                  |
| Nantes              | 7  | 7  | 7  | 8  | 9  | 10 | 9  | 10 | 10 | 7  | 6  | 5  | 7  | 8  | 8  | 7  | 6  | 5  |                  |
| Nice                | 1  | 6  | 6  | 7  | 7  | 9  | 8  | 5  | 7  | 6  | 8  | 8  | 5  | 5  | 5  | 5  | 5  | 6  | 1                |
| Nîmes               | 4  | 2  | 2  | 2  | 2  | 3  | 3  | 4  | 4  | 4  | 4  | 4  | 3  | 4  | 4  | 4  | 4  | 4  |                  |
| Toulon Saint-Cyr    | 6  | 8  | 9  | 9  | 10 | 7  | 10 | 9  | 6  | 5  | 5  | 7  | 6  | 6  | 6  | 6  | 7  | 7  |                  |

### Résultats

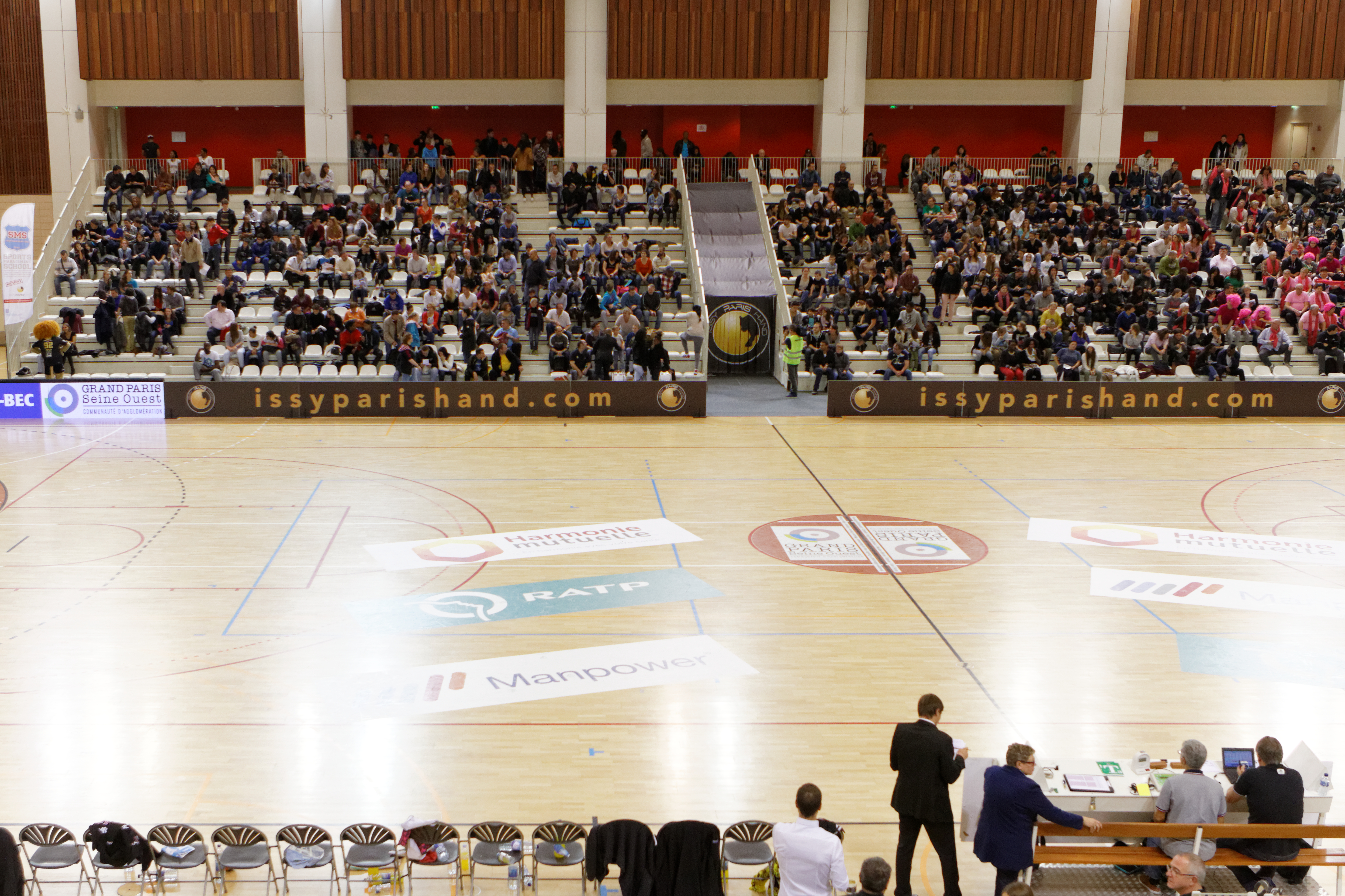
Issy Paris Hand accueille CJF Fleury Loiret le 29 octobre 2014

Mis à jour le 31/03/2015
| Résultats (dom.\ext.)                                      | DIJ   | FLE   | HAV   | ISS   | MET   | MIO   | NAN   | NIC   | NÎM   | TOU   |
| Cercle Dijon Bourgogne                                     |       | 24-25 | 25-22 | 22-27 | 25-24 | 26-22 | 28-28 | 19-26 | 29-30 | 27-32 |
| CJF Fleury Loiret                                          | 27-22 |       | 28-19 | 31-24 | 22-26 | 29-20 | 30-27 | 19-19 | 29-23 | 36-23 |
| Le Havre AC Handball                                       | 24-26 | 22-25 |       | 28-28 | 22-28 | 21-22 | 25-25 | 25-22 | 29-26 | 20-27 |
| Issy Paris Hand                                            | 25-24 | 25-27 | 29-28 |       | 28-24 | 31-23 | 31-23 | 31-24 | 25-24 | 23-19 |
| Metz Handball                                              | 31-25 | 46-15 | 37-32 | 36-27 |       | 32-27 | 26-25 | 23-23 | 31-32 | 30-24 |
| Mios-Biganos-Bègles                                        | 23-23 | 26-34 | 25-26 | 27-33 | 25-43 |       | 31-32 | 27-25 | 23-25 | 24-25 |
| Nantes Loire Atlantique Handball                           | 32-30 | 29-35 | 22-23 | 24-27 | 25-26 | 37-28 |       | 35-29 | 26-27 | 27-24 |
| OGC Nice Handball                                          | 33-16 | 31-32 | 27-30 | 22-21 | 25-27 | 35-22 | 30-31 |       | 31-26 | 27-26 |
| HBC Nîmes                                                  | 29-27 | 26-26 | 26-20 | 27-35 | 24-18 | 31-30 | 33-37 | 27-23 |       | 27-24 |
| Toulon Saint-Cyr HB                                        | 24-18 | 23-31 | 27-27 | 26-30 | 26-26 | 20-21 | 26-23 | 23-25 | 25-16 |       |
| - Victoire à domicile - Match nul - Victoire à l'extérieur |       |       |       |       |       |       |       |       |       |       |

## Phase finale
Lors des play-offs (rencontre en matches aller et retour), on départage les clubs comme suit:
1. par la différence entre les buts marqués et les buts encaissés lors des deux rencontres,
2. par le plus grand nombre de buts marqués chez l’adversaire,
3. s'il y a toujours égalité, le score est ramené à 0-0 et on effectue des jets de sept mètres.

Lors des play-downs (rencontre en matches aller et retour), on départage les clubs comme lors de la saison régulière.

### Playoffs
Les équipes classées de la première à la sixième place à la fin de la saison régulière accèdent à cette phase, de plus celles aux deux premières places jouent directement en demi-finales.

Le vainqueur est déclaré Champion de France et obtient une place en Ligue des champions.
|  | Quarts de finale | Quarts de finale                 | Quarts de finale                       | Quarts de finale  |                                                   |                               | Demi-finales                           | Demi-finales                           | Demi-finales                                    | Demi-finales                           |                                        |                                        | Finale                              | Finale                              | Finale                              | Finale                              |
|  |                  |                                  |                                        |                   |                                                   |                               |                                        |                                        |                                                 |                                        |                                        |                                        |                                     |                                     |                                     |                                     |
|  |                  |                                  |                                        |                   |                                                   |                               | le 13 mai à 20h30 et le 20 mai à 20h30 | le 13 mai à 20h30 et le 20 mai à 20h30 | le 13 mai à 20h30 et le 20 mai à 20h30          | le 13 mai à 20h30 et le 20 mai à 20h30 |                                        |                                        | le 27 mai à 20h30 et 31 mai à 17h00 | le 27 mai à 20h30 et 31 mai à 17h00 | le 27 mai à 20h30 et 31 mai à 17h00 | le 27 mai à 20h30 et 31 mai à 17h00 |
|  |                  |                                  |                                        |                   |                                                   |                               | le 13 mai à 20h30 et le 20 mai à 20h30 | le 13 mai à 20h30 et le 20 mai à 20h30 | le 13 mai à 20h30 et le 20 mai à 20h30          | le 13 mai à 20h30 et le 20 mai à 20h30 |                                        |                                        | le 27 mai à 20h30 et 31 mai à 17h00 | le 27 mai à 20h30 et 31 mai à 17h00 | le 27 mai à 20h30 et 31 mai à 17h00 | le 27 mai à 20h30 et 31 mai à 17h00 |
|  |                  |                                  |                                        |                   |                                                   |                               | le 13 mai à 20h30 et le 20 mai à 20h30 | le 13 mai à 20h30 et le 20 mai à 20h30 | le 13 mai à 20h30 et le 20 mai à 20h30          | le 13 mai à 20h30 et le 20 mai à 20h30 |                                        |                                        | le 27 mai à 20h30 et 31 mai à 17h00 | le 27 mai à 20h30 et 31 mai à 17h00 | le 27 mai à 20h30 et 31 mai à 17h00 | le 27 mai à 20h30 et 31 mai à 17h00 |
|  |                  |                                  |                                        |                   |                                                   |                               | le 13 mai à 20h30 et le 20 mai à 20h30 | le 13 mai à 20h30 et le 20 mai à 20h30 | le 13 mai à 20h30 et le 20 mai à 20h30          | le 13 mai à 20h30 et le 20 mai à 20h30 |                                        |                                        | le 27 mai à 20h30 et 31 mai à 17h00 | le 27 mai à 20h30 et 31 mai à 17h00 | le 27 mai à 20h30 et 31 mai à 17h00 | le 27 mai à 20h30 et 31 mai à 17h00 |
|  |                  |                                  |                                        |                   |                                                   |                               | le 13 mai à 20h30 et le 20 mai à 20h30 | le 13 mai à 20h30 et le 20 mai à 20h30 | le 13 mai à 20h30 et le 20 mai à 20h30          | le 13 mai à 20h30 et le 20 mai à 20h30 |                                        |                                        | le 27 mai à 20h30 et 31 mai à 17h00 | le 27 mai à 20h30 et 31 mai à 17h00 | le 27 mai à 20h30 et 31 mai à 17h00 | le 27 mai à 20h30 et 31 mai à 17h00 |
|  | 3e               | Metz Handball                    | 33                                     | 21                |                                                   |                               |                                        |                                        |                                                 |                                        |                                        |                                        | le 27 mai à 20h30 et 31 mai à 17h00 | le 27 mai à 20h30 et 31 mai à 17h00 | le 27 mai à 20h30 et 31 mai à 17h00 | le 27 mai à 20h30 et 31 mai à 17h00 |
|  | 3e               | Metz Handball                    | 33                                     | 21                | le 30 avril 2015 à 20h30 et le 7 mai 2015 à 20h30 |                               |                                        |                                        |                                                 |                                        |                                        |                                        | le 27 mai à 20h30 et 31 mai à 17h00 | le 27 mai à 20h30 et 31 mai à 17h00 | le 27 mai à 20h30 et 31 mai à 17h00 | le 27 mai à 20h30 et 31 mai à 17h00 |
|  |                  |                                  | 2e                                     | Issy Paris Hand   | 27                                                | 27                            |                                        |                                        |                                                 |                                        |                                        |                                        | le 27 mai à 20h30 et 31 mai à 17h00 | le 27 mai à 20h30 et 31 mai à 17h00 | le 27 mai à 20h30 et 31 mai à 17h00 | le 27 mai à 20h30 et 31 mai à 17h00 |
|  | 6e               | OGC Nice Handball                | 2e                                     | Issy Paris Hand   | 27                                                | 27                            | 19                                     | 29                                     |                                                 |                                        |                                        |                                        | le 27 mai à 20h30 et 31 mai à 17h00 | le 27 mai à 20h30 et 31 mai à 17h00 | le 27 mai à 20h30 et 31 mai à 17h00 | le 27 mai à 20h30 et 31 mai à 17h00 |
|  | 6e               | OGC Nice Handball                | le 17 mai à 17h00 et le 21 mai à 20h30 |                   |                                                   |                               | 19                                     | 29                                     |                                                 |                                        |                                        |                                        | le 27 mai à 20h30 et 31 mai à 17h00 | le 27 mai à 20h30 et 31 mai à 17h00 | le 27 mai à 20h30 et 31 mai à 17h00 | le 27 mai à 20h30 et 31 mai à 17h00 |
|  | 3e               | Metz Handball                    | 21                                     | 28                |                                                   |                               |                                        |                                        |                                                 |                                        |                                        |                                        | le 27 mai à 20h30 et 31 mai à 17h00 | le 27 mai à 20h30 et 31 mai à 17h00 | le 27 mai à 20h30 et 31 mai à 17h00 | le 27 mai à 20h30 et 31 mai à 17h00 |
|  | 3e               | Metz Handball                    | 21                                     | 28                | 2e                                                | Issy Paris Hand               | 21                                     | 24                                     |                                                 |                                        |                                        |                                        |                                     |                                     |                                     |                                     |
|  |                  |                                  |                                        |                   | 2e                                                | Issy Paris Hand               | 21                                     | 24                                     |                                                 |                                        |                                        |                                        |                                     |                                     |                                     |                                     |
|  |                  |                                  | 1er                                    | CJF Fleury Loiret | 22                                                | 30                            |                                        |                                        |                                                 |                                        |                                        |                                        |                                     |                                     |                                     |                                     |
|  |                  |                                  |                                        |                   | 22                                                | 30                            |                                        |                                        |                                                 |                                        |                                        |                                        |                                     |                                     |                                     |                                     |
|  |                  |                                  |                                        |                   |                                                   |                               |                                        |                                        |                                                 |                                        |                                        |                                        |                                     |                                     |                                     |                                     |
|  |                  |                                  |                                        |                   |                                                   |                               |                                        |                                        |                                                 |                                        |                                        |                                        |                                     |                                     |                                     |                                     |
|  | 4e               | HBC Nîmes                        | 24                                     | 27                | Match pour la troisième place                     | Match pour la troisième place | Match pour la troisième place          | Match pour la troisième place          |                                                 |                                        |                                        |                                        |                                     |                                     |                                     |                                     |
|  | 4e               | HBC Nîmes                        | 24                                     | 27                | Match pour la troisième place                     | Match pour la troisième place | Match pour la troisième place          | Match pour la troisième place          | le 2 mai 2015 à 20h30 et le 10 mai 2015 à 17h15 |                                        |                                        |                                        |                                     |                                     |                                     |                                     |
|  |                  |                                  | 1er                                    | CJF Fleury Loiret | 29                                                | 35                            |                                        |                                        | le 26 mai à 20h30 et le 31 mai à 17h00          | le 26 mai à 20h30 et le 31 mai à 17h00 | le 26 mai à 20h30 et le 31 mai à 17h00 | le 26 mai à 20h30 et le 31 mai à 17h00 |                                     |                                     |                                     |                                     |
|  | 5e               | Nantes Loire Atlantique Handball | 1er                                    | CJF Fleury Loiret | 29                                                | 35                            | 19                                     | 28                                     | le 26 mai à 20h30 et le 31 mai à 17h00          | le 26 mai à 20h30 et le 31 mai à 17h00 | le 26 mai à 20h30 et le 31 mai à 17h00 | le 26 mai à 20h30 et le 31 mai à 17h00 |                                     |                                     |                                     |                                     |
|  | 5e               | Nantes Loire Atlantique Handball |                                        |                   |                                                   |                               |                                        | 28                                     |                                                 |                                        | 4e                                     | HBC Nîmes                              | 25                                  | 31                                  |                                     |                                     |
|  | 4e               | HBC Nîmes                        | 26                                     | 33                |                                                   |                               |                                        |                                        |                                                 |                                        | 4e                                     | HBC Nîmes                              | 25                                  | 31                                  |                                     |                                     |
|  | 4e               | HBC Nîmes                        | 26                                     | 33                | 3e                                                | Metz Handball                 | 33                                     | 28                                     |                                                 |                                        |                                        |                                        |                                     |                                     |                                     |                                     |
|  |                  |                                  |                                        |                   |                                                   |                               |                                        |                                        |                                                 |                                        |                                        |                                        |                                     |                                     |                                     |                                     |

Remarque : le classement indiqué devant chaque équipe est celui au terme de la saison régulière.

### Playdowns
4 équipes, celles classées de 7 à 10, participent aux play-down sous forme d’un mini championnat en matches aller-retour. Toulon, 7e de la saison régulière débute avec 4 points, Le Havre (8e), avec 3 points, Dijon (9e) avec 2 points et l'UMB-B avec 0 point. L'équipe classée dernière à l'issue des six matches est reléguée en Division 2.

#### Classement
|    | Équipe                 | Pts | J | G | N | P | Bp  | Bc  | Diff |
| -- | ---------------------- | --- | - | - | - | - | --- | --- | ---- |
| 7  | Toulon Saint-Cyr HB    | 18  | 6 | 4 | 0 | 2 | 172 | 160 | 12   |
| 8  | Mios-Biganos-Bègles    | 14  | 6 | 4 | 0 | 2 | 175 | 160 | 15   |
| 9  | Cercle Dijon Bourgogne | 14  | 6 | 3 | 0 | 3 | 139 | 148 | -9   |
| 10 | Le Havre AC Handball   | 11  | 6 | 1 | 0 | 5 | 157 | 175 | -18  |

#### Résultats
| Résultats (dom.\ext.)                                      | TOU   | HAC   | DIJ   | UMBB  |
| Toulon Saint-Cyr HB                                        |       | 36-29 | 26-22 | 28-23 |
| Le Havre AC Handball                                       | 31-32 |       | 26-23 | 25-32 |
| Cercle Dijon Bourgogne                                     | 23-21 | 20-19 |       | 25-31 |
| Mios-Biganos-Bègles                                        | 32-29 | 32-27 | 25-26 |       |
| - Victoire à domicile - Match nul - Victoire à l'extérieur |       |       |       |       |

## Le champion de France
| Champion de France 2015 CJF Fleury Loiret Handball 1er titre |

## Classement final
| Rang | Équipe                           |
| ---- | -------------------------------- |
| 1er  | CJF Fleury Loiret Handball       |
| 2e   | Issy Paris Hand                  |
| 3e   | Metz Handball                    |
| 4e   | HBC Nîmes                        |
| 5e   | Nantes Loire Atlantique Handball |
| 6e   | OGC Nice Handball                |
| 7e   | Toulon Saint-Cyr HB              |
| 8e   | Mios-Biganos-Bègles              |
| 9e   | Cercle Dijon Bourgogne           |
| 10e  | Le Havre AC Handball             |

## Statistiques

### Classement des buteuses
| Rang | Joueuse              | Club                             | Buts | Tirs | %  | MJ | Moy. |
| ---- | -------------------- | -------------------------------- | ---- | ---- | -- | -- | ---- |
| 1    | Mouna Chebbah        | HBC Nîmes                        | 180  | 330  | 55 | 24 | 7,5  |
| 2    | Alexandra Lacrabère  | OGC Nice Handball                | 144  | 264  | 55 | 22 | 6.5  |
| 3    | Stine Bredal Oftedal | Issy Paris Hand                  | 129  | 220  | 59 | 22 | 5,9  |
| 4    | Ana Gros             | Metz Handball                    | 126  | 234  | 54 | 24 | 5,3  |
| 5    | Marija Jovanović     | Issy Paris Hand                  | 123  | 220  | 56 | 18 | 6,8  |
| 6    | Trine Troelsen       | Toulon Saint-Cyr HB              | 115  | 227  | 51 | 24 | 4,8  |
| 7    | Jelena Popović       | Nantes Loire Atlantique Handball | 114  | 186  | 61 | 22 | 5,2  |
| 8    | Paule Baudouin       | Metz Handball                    | 108  | 156  | 69 | 24 | 4,5  |
| 9    | Manon Houette        | CJF Fleury Loiret Handball       | 107  | 155  | 69 | 21 | 5,1  |
| 10   | Alice Lévêque        | Mios-Biganos-Bègles              | 106  | 237  | 45 | 20 | 5,3  |

Ce classement officiel ne tient pas compte des matchs de Coupe de la Ligue, de Coupe de France.

## Récompenses individuelles et distinctions

### Joueuse du mois
| Joueuse du mois |                     |                           |
| Mois            | Joueuse             | Club                      |
| Septembre       | Mouna Chebbah       | HBC Nîmes                 |
| Octobre         | Laura Glauser       | Metz Handball             |
| Novembre        | Estelle Nze Minko   | Nantes LA                 |
| Janvier         | Marie Prouvensier   | Cercle Dijon Bourgogne    |
| Février         | Chloé Bulleux       | Union Mios Biganos-Bègles |
| Mars            | Alexandrina Barbosa | Fleury Loiret             |

### Distinctions individuelles
À l'issue du championnat de France féminin, les récompenses suivantes ont été décernées lors de l'élection du All-Star LFH, organisé communément par la Ligue féminine de handball et le site Handnews.fr et dont les résultats ont été dévoilés le 27 août 2015 :
- Meilleure joueuse : Mouna Chebbah (HBC Nîmes)

- Meilleur entraîneur : Pablo Morel (Issy Paris Hand)
- Meilleure espoir : Hanna Bredal Oftedal (Issy Paris Hand)
- Meilleure défenseuse : Béatrice Edwige (OGC Nice)

- Meilleure gardienne de but : Darly Zoqbi de Paula (CJF Fleury Loiret)
- Meilleure ailière gauche : Manon Houette (CJF Fleury Loiret)
- Meilleure arrière gauche : Alexandrina Barbosa (CJF Fleury Loiret)
- Meilleure demi-centre : Mouna Chebbah (HBC Nîmes)
- Meilleure pivot : Yvette Broch (Metz Handball)
- Meilleure arrière droite : Ana Gros (Metz Handball)
- Meilleure ailière droite : Marie Prouvensier (Cercle Dijon Bourgogne)

## Bilan de la saison
Les résultats positifs des équipes du championnat de LFH lors des compétitions européennes des saisons 2011-12 à 2013-14, ont permis de placer la France au 7e rang du classement européen féminin 2015-16. Ainsi les deux places habituelles de coupe Challenge (C4) seront reversées en Coupe de l'EHF et en coupe des vainqueurs de coupe. La distribution des places sera la suivante : une place en ligue des champions (C1), deux places en coupe des vainqueurs de coupe (C2) et deux en Coupe de l'EHF (C3).
| Tableau d'honneur de la saison 2014-2015 |                                            |
| Compétition                              | Vainqueur                                  |
| Championnat de France                    | CJF Fleury Loiret Handball                 |
| Coupe de France                          | Metz Handball                              |
| Coupe de la Ligue                        | CJF Fleury Loiret Handball                 |
| Qualifications européennes 2015-2016     |                                            |
| Compétition                              | Qualifiés                                  |
| Ligue des champions (C1)                 | CJF Fleury Loiret Handball                 |
| Coupe des vainqueurs de coupe (C2)       | Issy Paris Hand Metz Handball              |
| Coupe de l'EHF (C3)                      | HBC Nîmes Nantes Loire Atlantique Handball |
| Promotions et relégations                |                                            |
| Relégué en Championnat de France de D2   | Le Havre AC Handball                       |
| Promu du Championnat de France de D2     | ES Besançon                                |